# الشقر (القليوبية)
الشقر إحدى قرى مركز كفر شكر التابع لمحافظة القليوبية بجمهورية مصر العربية.

## السكان
بلغ عدد سكان الشقر 8,752 نسمة، حسب الإحصاء الرسمي لعام 2006.